# Уаньи (Бургундия)
Уаньи́ (фр. Oigny) — коммуна во Франции, находится в регионе Бургундия. Департамент коммуны — Кот-д’Ор. Входит в состав кантона Беньё-ле-Жюиф. Округ коммуны — Монбар.
Код INSEE коммуны — 21466.

## Население
Население коммуны на 2010 год составляло 35 человек.
| 1962 | 1968 | 1975 | 1982 | 1990 | 1999 | 2010 |
| ---- | ---- | ---- | ---- | ---- | ---- | ---- |
| 62   | 40   | 42   | 36   | 30   | 29   | 35   |

## Экономика
В 2010 году среди 20 человек трудоспособного возраста (15—64 лет) 17 были экономически активными, 3 — неактивными (показатель активности — 85,0 %, в 1999 году было 52,9 %). Из 17 активных жителей работали 12 человек (9 мужчин и 3 женщины), безработных было 5 (3 мужчин и 2 женщины). Среди 3 неактивных 1 человек был учеником или студентом, 1 — пенсионером, 1 был неактивным по другим причинам.